# The Silence of December
The Silence of December è il primo album in studio del gruppo musicale olandese Deinonychus, pubblicato nel 1995 dalla Cacophonous Records.

## Tracce
1. Intro - Black Sun – 1:53
2. I, Ruler of Paradise in Black – 6:30
3. The Silence of December – 4:32
4. The Final Affliction of Xafan – 10:22
5. A Shining Blaze over Darkland – 6:18
6. Under the Autumn Tree – 7:07
7. Here Lies My Kingdom – 7:38
8. My Travels Through the Midnight Sky – 7:33
9. Red Is My Blood... Cold Is My Heart – 5:55
10. Outro - Bizarre Landscape – 2:05

## Formazione

### Gruppo
- Odin – voce, chitarra, basso, batteria
- John Bartels – tastiere
- Sephiroth – voce aggiunta